# Leichtathletik-Länderkampf der Männer 1963 BR Deutschland – USA
| 7. Leichtathletik-Länderkampf mit bundesdeutscher Beteiligung 1963 | 7. Leichtathletik-Länderkampf mit bundesdeutscher Beteiligung 1963 |
| ------------------------------------------------------------------ | ------------------------------------------------------------------ |
|                                                                    |                                                                    |
| Ländervergleich der Männer: BR Deutschland – USA                   |                                                                    |
| Austragungsort                                                     | Hannover                                                           |
| Wettbewerbe                                                        | 21                                                                 |
| Datum                                                              | 31. Juli / 1. August 1963                                          |
| 1. USA 2. FRG                                                      | 114 Punkte 082 Punkte                                              |
| Chronik                                                            |                                                                    |
| ← FRG-USA (F)                                                      | GBR-FRG (M) →                                                      |

Im siebten Vergleich des Länderkampfjahres 1963 bestritten einen Tag nach der Begegnung der Frauen auch die bundesdeutschen Männer einen eigenen Länderkampf mit den USA. Das Treffen am 31. Juli / 1. August war das dritte der beiden Länder und wurde in Hannover ausgetragen. Beide vorangegangene Begegnungen hatte Deutschland gegen die weltstärkste Leichtathletiknation verloren, zuletzt zwei Jahre zuvor in Stuttgart.

## Wettbewerbe und Modus
Auf dem Programm standen 21 Disziplinen. Zusätzlich zu den bei Länderkämpfen üblichen zwanzig Wettbewerben wurde ein 10 000-m-Bahngehen ausgetragen. Aus dem olympischen Wettbewerbskatalog fehlten nur der Marathonlauf, der Zehnkampf und das Straßengehen über 20 und 50 Kilometer. Die Wertung erfolgte in allen Disziplinen nach dem Standardsystem.

## Ergebnis
Die US-amerikanischen Sportler dominierten den Wettkampf auf der ganzen Linie. Von den Einzelläufen gewannen sie acht, davon fünf mit Doppelerfolgen. Hier kam die Bundesrepublik Deutschland auf zwei Siege bei einem Doppelerfolg. Auch beide Staffeln, das Bahngehen sowie die vier Sprungwettbewerbe gingen bei vier Doppelerfolgen ausnahmslos an die USA. Im Bereich Wurf/Stoß konnten die bundesdeutschen Leichtathleten den Hammerwurf mit einem Doppelerfolg für sich entscheiden, die anderen drei Disziplinen dieser Kategorie gingen bei zwei Doppelerfolgen an die USA. So gab es einen klaren Sieg der USA mit 114 zu 82 Punkten. Es war nach dem schwedischen Sieg über die bundesdeutschen Geher die zweite Länderkampfniederlage für die Bundesrepublik in dieser Saison.

## Resultate

### 100 m
| Platz | Athlet        | Land | Zeit (s) |
| ----- | ------------- | ---- | -------- |
| 1     | Bob Hayes     | USA  | 10,2     |
| 2     | Alfred Hebauf | FRG  | 10,3     |
| 3     | Peter Gamper  | FRG  | 10,4     |
| 4     | John Moon     | USA  | 10,6     |

Datum: 31. Juli

### 200 m
| Platz | Athlet              | Land | Zeit (s) |
| ----- | ------------------- | ---- | -------- |
| 1     | Bob Hayes           | USA  | 20,6     |
| 2     | Paul Drayton        | USA  | 20,7     |
| 3     | Alfred Hebauf       | FRG  | 20,8     |
| 4     | Friedrich Roderfeld | FRG  | 20,9     |

Datum: 1. August

### 400 m
| Platz | Athlet             | Land | Zeit (s) |
| ----- | ------------------ | ---- | -------- |
| 1     | Henry Carr         | USA  | 45,4     |
| 2     | Manfred Kinder     | FRG  | 46,2     |
| 3     | Ray Saddler        | USA  | 46,8     |
| 4     | Hans-Joachim Reske | FRG  | 47,3     |

Datum: 31. Juli

### 800 m
| Platz | Athlet       | Land | Zeit (min) |
| ----- | ------------ | ---- | ---------- |
| 1     | Tom O’Hara   | USA  | 1:49,3     |
| 2     | James Dupree | USA  | 1:49,7     |
| 3     | Arnd Krüger  | FRG  | 1:50,0     |
| 4     | Jörg Balke   | FRG  | 1:50,8     |

Datum: 31. Juli

### 1500 m
| Platz | Athlet              | Land | Zeit (min) |
| ----- | ------------------- | ---- | ---------- |
| 1     | Morgan Groth        | USA  | 3:42,4     |
| 2     | Cary Weisiger       | USA  | 3:43,1     |
| 3     | Heinz-Gerd Döhrmann | FRG  | 3:43,7     |
| 4     | Klaus Lehmann       | FRG  | 3:44,6     |

Datum: 1. August

### 5000 m
| Platz | Athlet         | Land | Zeit (min) |
| ----- | -------------- | ---- | ---------- |
| 1     | Harald Norpoth | FRG  | 14:04,2    |
| 2     | Peter Kubicki  | FRG  | 14:06,6    |
| 3     | Pete McArdle   | USA  | 14:07,8    |
| 4     | Vic Zvolak     | USA  | 14:26,4    |

Datum: 31. Juli

### 10.000 m
| Platz | Athlet            | Land | Zeit (min) |
| ----- | ----------------- | ---- | ---------- |
| 1     | Peter Kubicki     | FRG  | 29:26,6    |
| 2     | Jim Keefe         | USA  | 29:28,4    |
| 3     | Ted Edelen        | USA  | 29:56,4    |
| 4     | Karl-Heinz Paetow | FRG  | 30:54,4    |

Datum: 1. August

### 110 m Hürden
| Platz | Athlet            | Land | Zeit (s) |
| ----- | ----------------- | ---- | -------- |
| 1     | Hayes Jones       | USA  | 13,6     |
| 2     | Blaine Lindgren   | USA  | 14,1     |
| 3     | Klaus Willimczik  | FRG  | 14,3     |
| 4     | Walter Pensberger | FRG  | 14,6     |

Datum: 31. Juli

### 400 m Hürden
| Platz | Athlet         | Land | Zeit (s) |
| ----- | -------------- | ---- | -------- |
| 1     | Rex Cawley     | USA  | 50,1     |
| 2     | Jim Allen      | USA  | 50,1     |
| 3     | Ferdinand Haas | FRG  | 50,4     |
| 4     | Helmut Janz    | FRG  | 51,0     |

Datum: 1. August

### 3000 m Hindernis
| Platz | Athlet          | Land | Zeit (min) |
| ----- | --------------- | ---- | ---------- |
| 1     | Pat Traynor     | USA  | 8:44,4     |
| 2     | Ludwig Müller   | FRG  | 8:44,4     |
| 3     | Jeff Fishback   | USA  | 8:54,0     |
| 4     | Wolfgang Fricke | FRG  | 9:11,4     |

Datum: 1. August

### 4 × 100 m Staffel
| Platz | Besetzung      | Land                                                      | Zeit (s) |
| ----- | -------------- | --------------------------------------------------------- | -------- |
| 1     | USA            | Hayes Jones John Moon Paul Drayton Bob Hayes              | 39,7     |
| 2     | BR Deutschland | Klaus Ulonska Peter Gamper Dieter Enderlein Alfred Hebauf | 39,8     |

Datum: 31. Juli

### 4 × 400 m Staffel
| Platz | Besetzung      | Land                                                                | Zeit (min) |
| ----- | -------------- | ------------------------------------------------------------------- | ---------- |
| 1     | USA            | Lester Milburn Ulis Williams Rex Cawley Henry Carr                  | 3:02,8     |
| 2     | BR Deutschland | Jürgen Kalfelder Hans-Joachim Reske Johannes Schmitt Manfred Kinder | 3:03,5     |

Datum: 1. August

### 10 000-m-Bahngehen
| Platz | Athlet         | Land | Zeit (min) |
| ----- | -------------- | ---- | ---------- |
| 1     | Ronald Zinn    | USA  | 46:50,8    |
| 2     | Kurt Schreiber | FRG  | 47:11,0    |
| 3     | Ron Laird      | USA  | 47:26,8    |
| 4     | Hannes Koch    | FRG  | 48:42,6    |

Datum: 1. August

### Hochsprung
| Platz | Athlet                | Land | Höhe (m) |
| ----- | --------------------- | ---- | -------- |
| 1     | Paul Stuber           | USA  | 2,01     |
| 2     | Wolfgang Schillkowski | FRG  | 2,01     |
| 3     | Gene Johnson          | USA  | 2,01     |
| 4     | Ralf Drecoll          | FRG  | 1,95     |

Datum: 1. August

### Stabhochsprung
| Platz | Athlet         | Land | Höhe (m) |
| ----- | -------------- | ---- | -------- |
| 1     | John Pennel    | USA  | 5,00     |
| 2     | John Uelses    | USA  | 4,60     |
| 3     | Dieter Möhring | FRG  | 4,40     |
| 4     | Klaus Lehnertz | FRG  | 4,00     |

Datum: 31. Juli
Klaus Lehnertz gab nach übersprungenen vier Metern verletzt auf.

### Weitsprung
| Platz | Athlet         | Land | Weite (m) |
| ----- | -------------- | ---- | --------- |
| 1     | Ralph Boston   | USA  | 7,92      |
| 2     | Davell Horn    | USA  | 7,85      |
| 3     | Wolfgang Klein | FRG  | 7,81      |
| 4     | Josef Freund   | FRG  | 7,23      |

Datum: 31. Juli

### Dreisprung
| Platz | Athlet           | Land | Weite (m) |
| ----- | ---------------- | ---- | --------- |
| 1     | Ralph Boston     | USA  | 15,76     |
| 2     | Davell Horn      | USA  | 15,52     |
| 3     | Hans-Jörg Müller | FRG  | 15,37     |
| 4     | Günter Krivec    | FRG  | 14,90     |

Datum: 1. August

### Kugelstoßen
| Platz | Athlet               | Land | Weite (m) |
| ----- | -------------------- | ---- | --------- |
| 1     | Dave Davis           | USA  | 17,89     |
| 2     | Jim Matson           | USA  | 17,81     |
| 3     | Dietrich Urbach      | FRG  | 17,77     |
| 4     | Heinfried Birlenbach | FRG  | 17,66     |

Datum: 1. August

### Diskuswurf
| Platz | Athlet          | Land | Weite (m) |
| ----- | --------------- | ---- | --------- |
| 1     | Bob Humphreys   | USA  | 56,78     |
| 2     | Dave Weill      | USA  | 55,40     |
| 3     | Jens Reimers    | FRG  | 55,33     |
| 4     | Dietrich Urbach | FRG  | 51,84     |

Datum: 31. Juli

### Hammerwurf
| Platz | Athlet        | Land | Weite (m) |
| ----- | ------------- | ---- | --------- |
| 1     | Hans Fahsl    | FRG  | 59,45     |
| 2     | Hans Wulff    | FRG  | 58,87     |
| 3     | George Frenn  | USA  | 58,63     |
| 4     | Bob Humphreys | USA  | 36,44     |

Datum: 31. Juli

### Speerwurf
| Platz | Athlet          | Land | Weite (m) |
| ----- | --------------- | ---- | --------- |
| 1     | Frank Covelli   | USA  | 80,71     |
| 2     | Hermann Salomon | FRG  | 77,62     |
| 3     | Rolf Herings    | FRG  | 77,11     |
| 4     | Larry Stuart    | USA  | 71,04     |

Datum: 1. August